# Lijst van administratieve eenheden in Bình Thuận
Deze lijst bevat een overzicht van administratieve eenheden in Bình Thuận (Vietnam).
De provincie Bình Thuận ligt in de regio Đông Nam Bộ. De oppervlakte van de provincie bedraagt 3363,1 km² en telt ruim 574.800 inwoners. Bình Thuận is onderverdeeld in één stad, één thị xã's en acht huyện.

## Stad

### Thành phốPhan Thiết
- Phường Bình Hưng
- Phường Đức Long
- Phường Đức Nghĩa
- Phường Đức Thắng
- Phường Hàm Tiến
- Phường Hưng Long
- Phường Lạc Đạo
- Phường Mũi Né
- Phường Phú Hài
- Phường Phú Tài
- Phường Phú Thủy
- Phường Phú Trinh
- Phường Thanh Hải
- Phường Xuân An
- Xã Phong Nẫm
- Xã Thiện Nghiệp
- Xã Tiến Lợi
- Xã Tiến Thành

## Thị xã

### Thị xãLa Gi
- Phường Bình Tân
- Phường Phước Hội
- Phường Phước Lộc
- Phường Tân An
- Phường Tân Thiện
- Xã Tân Bình
- Xã Tân Hải
- Xã Tân Phước
- Xã Tân Tiến

## Huyện

### HuyệnĐức Linh
- Thị trấn Đức Tài
- Thị trấn Võ Xu
- Xã Đa Kai
- Xã Đông Hà
- Xã Đức Chính
- Xã Đức Hạnh
- Xã Đức Tín
- Xã Mê Pu
- Xã Nam Chính
- Xã Sùng Nhơn
- Xã Tân Hà
- Xã Trà Tân
- Xã Vũ Hòa

### HuyệnBắc Bình
- Thị trấn Chợ Lầu
- Thị trấn Lương Sơn
- Xã Bình An
- Xã Bình Tân
- Xã Hải Ninh
- Xã Hòa Thắng
- Xã Hồng Phong
- Xã Hồng Thái
- Xã Phan Điền
- Xã Phan Hiệp
- Xã Phan Hòa
- Xã Phan Lâm
- Xã Phan Rí Thành
- Xã Phan Sơn
- Xã Phan Thanh
- Xã Phan Tiến
- Xã Sông Bình
- Xã Sông Lũy

### HuyệnHàm Tân
- Thị trấn Tân Minh
- Thị trấn Tân Nghĩa
- Xã Sơn Mỹ
- Xã Sông Phan
- Xã Tân Đức
- Xã Tân Hà
- Xã Tân Phúc
- Xã Tân Thắng
- Xã Tân Xuân
- Xã Thắng Hải

### HuyệnHàm Thuận Bắc
- Thị trấn Ma Lâm
- Thị trấn Phú Long
- Xã Đa Mi
- Xã Đông Giang
- Xã Đông Tiến
- Xã Hàm Đức
- Xã Hàm Trí
- Xã Hàm Chính
- Xã Hàm Hiệp
- Xã Hàm Liêm
- Xã Hàm Phú
- Xã Hàm Thắng
- Xã Hồng Liêm
- Xã Hồng Sơn
- Xã La Dạ
- Xã Thuận Hòa
- Xã Thuận Minh

### HuyệnHàm Thuận Nam
- Thị trấn Thuận Nam
- Xã Hàm Cần
- Xã Hàm Cường
- Xã Hàm Kiệm
- Xã Hàm Minh
- Xã Hàm Mỹ
- Xã Hàm Thạnh
- Xã Mường Mán
- Xã Mỹ Thạnh
- Xã Tân Lập
- Xã Tân Thành
- Xã Tân Thuận
- Xã Thuận Quí

### HuyệnPhú Qúi
- Xã Long Hải
- Xã Ngũ Phụng
- Xã Tam Thanh

### HuyệnTánh Linh
- Thị trấn Lạc Tánh
- Xã Bắc Ruộng
- Xã Đồng Kho
- Xã Đức Bình
- Xã Đức Phú
- Xã Đức Tân
- Xã Đức Thuận
- Xã Gia An
- Xã Gia Huynh
- Xã Huy Khiêm
- Xã La Ngâu
- Xã Măng Tố
- Xã Nghị Đức
- Xã Suối Kiết

### HuyệnTuy Phong
- Thị trấn Liên Hương
- Thị trấn Phan Rí Cửa
- Xã Bình Thạnh
- Xã Chí Công
- Xã Hòa Minh
- Xã Hòa Phú
- Xã Phan Dũng
- Xã Phong Phú
- Xã Phú Lạc
- Xã Phước Thể
- Xã Vĩnh Hảo
- Xã Vĩnh Tân